# Titularbistum Tetci
Tetci war eine antike Stadt in der römischen Provinz Byzacena bzw. Africa proconsularis in der Sahelregion von Tunesien.
Tetci ist ein ehemaliges Bistum der römisch-katholischen Kirche und heute ein Titularbistum.
| Titularbischöfe von Tetci |                                |                                              |                  |                   |
| Nr.                       | Name                           | Amt                                          | von              | bis               |
| 1                         | James Collins CSsR             | Prälat von Miracema do Tocantins (Brasilien) | 15. August 1967  | 26. Mai 1978      |
| 2                         | Ladislau Biernaski CM          | Weihbischof in Curitiba (Brasilien)          | 19. April 1979   | 6. Dezember 2006  |
| 3                         | Paulinus Chukwuemeka Ezeokafor | Weihbischof in Awka (Nigeria)                | 20. Januar 2007  | 8. Juli 2011      |
| 4                         | Luis Fernando Ramos Pérez      | Weihbischof in Santiago de Chile (Chile)     | 1. Februar 2014  | 27. Dezember 2019 |
| 5                         | José Manuel Garza Madero       | Weihbischof in Monterrey (Mexiko)            | 18. Oktober 2020 |                   |